# Україна на Євробаченні юних музикантів
Україна двічі брала участь у Євробаченні юних музикантів з моменту її дебюту в 2008 році, востаннє брала участь у 2012 році. Очікувалося, що Україна повернеться у 2020 році, але через відміну конкурсу цього не сталося.

## Учасники
Умовні позначення
     Переможець
     Друге місце
     Третє місце
     Не пройшла до фіналу
     Участь скасовано
     Не брала участі
| рік                               | Місце проведення | Учасник           | Інструмент        | Результат                  | Півфінал          |                   |
| --------------------------------- | ---------------- | ----------------- | ----------------- | -------------------------- | ----------------- | ----------------- |
| 2008                              | Відень           | Анна Федорова     | Фортепіано        | Не вдалося кваліфікуватися | —                 |                   |
| 2010                              | Відень           | Не брала участь   | Не брала участь   | Не брала участь            | Не брала участь   |                   |
| 2012                              | Відень           | Богдан Івасик     | Скрипка           | Не вдалося кваліфікуватися | —                 |                   |
| Не брала участь у 2014-2018 роках |                  |                   |                   |                            |                   |                   |
| 2020                              | Загреб           | Конкурс скасовано | Конкурс скасовано | Конкурс скасовано          | Конкурс скасовано | Конкурс скасовано |

## Нотатки
1. ↑  Конкурс 2020 року було скасовано через пандемію COVID-19.